# Maxime Mermoz
Maxime Mermoz (Épinal, 28 luglio 1986) è un ex rugbista a 15 francese, che giocava nella posizione di centro. A livello internazionale ha disputato 35 incontri con la Francia, tra i quali la finale persa della Coppa del Mondo di rugby 2011.

## Biografia
Cresciuto rugbisticamente nell'Épinal-Golbey, club della sua città natale, a 15 anni entrò nelle giovanili del Tolosa, con cui esordì a 19 anni in campionato; già internazionale a livello giovanile (presente, con le varie selezioni francesi di categoria, a diversi incontri Under-18, al campionato del mondo Under-19, e vincitore del campionato del mondo Under-21), nel corso del tour francese in Australia del luglio 2008 esordì in Nazionale maggiore.
Al termine della stagione 2007-08 si laureò campione di Francia con il Tolosa; della stagione successiva è il trasferimento al Perpignano; internazionale in un'altra occasione nel corso del Sei Nazioni 2009 contro la Scozia, Mermoz vinse il suo secondo titolo francese consecutivo con il suo nuovo club nel 2009.
Tornato in pianta stabile in Nazionale nel 2011, ha fatto parte dei convocati alla Coppa del Mondo in Nuova Zelanda, dove la Francia è giunta fino alla finale.

## Palmarès
- Campionati francesi: 4
Tolosa: 2007-08, 2018-19
Perpignano: 2008-09
Tolone: 2013-14
- Heineken Cup: 3
Tolone: 2012-13, 2013-14, 2014-15